# The Experiment (1922)
The Experiment é um filme de drama mudo produzido no Reino Unido e lançado em 1922.